# ゼブラ・パズル
ゼブラ・パズルは広く知られた論理パズルである。1962年12月17日Life Internationalにて発表されたものを含めさまざまなバージョンが存在している。1963年3月25日刊のLifeでは解法および世界中に数百人いた正答者の氏名が掲載された。
このパズルはしばしばアインシュタインのパズルやアインシュタインのなぞかけと呼ばれる。これはこのパズルが少年期のアルベルト・アインシュタインによって創案されたと言われているからである。また、ときにはルイス・キャロルによるものだとされることもある。しかしながらアインシュタインやキャロルの著作であるという証拠は知られているかぎり存在せず、加えて、Life Internationalに掲載されたバージョンはKoolなど、キャロルの存命中またはアインシュタインの少年期には存在していなかったタバコのブランドに言及している。
ゼブラ・パズルは制約充足問題を解くアルゴリズムに対するベンチマークとして用いられてきた。

## 概説
Life International1962年刊に以下のようなパズルが掲載された。

## 解法
1人の人物が水を飲み、ほかの1人がシマウマを飼っていると仮定すると、上記2つの質問の答えがわかるのみならず、誰がどこに住んでいて、どの色の家に住んでいて、何のペットを飼っていて、何を飲んでいて、どのブランドのタバコを吸っているかを完全に導くことができる。一度に少数の手がかりのみ考慮に入れることで、少しずつ推理を積み重ねていき、唯一の正答を導き出すことができる。例えば手がかり10によるとノルウェー人は家#1に住んでおり、手がかり15によって家#2は青くなければならない。したがってノルウェー人の家は青い家ではなく、手がかり2によってイギリス人が住んでいる赤い家でもなく、手がかり6によってお互いに隣家である緑色の家と象牙色の家でもない。したがってノルウェー人の家は黄色くなければならず、手がかり8からノルウェー人はクールを吸うことになる。
Life International1963年3月25日刊では以下の回答および世界中の数百名の正答者の氏名が掲載された。
| 家     | 1            | 2                      | 3                  | 4                    | 5            |
| ------ | ------------ | ---------------------- | ------------------ | -------------------- | ------------ |
| 色     | 黄色         | 青                     | 赤                 | 象牙色               | 緑           |
| 国籍   | ノルウェー人 | ウクライナ人           | イギリス人         | スペイン人           | 日本人       |
| 飲み物 | 水           | 茶                     | ミルク             | オレンジジュース     | コーヒー     |
| タバコ | クール       | チェスター・フィールド | オールド・ゴールド | ラッキー・ストライク | パーラメント |
| ペット | 狐           | 馬                     | カタツムリ         | 犬                   | シマウマ     |

### ほかの解法
手がかり10には「『最初の』家」という文言が現れるが、これが正面から見て左端を指すのか右端を指すのかは不明である。しかしながら、どちらを最初の家に選んでも水を飲んでいる人とシマウマを飼っている人は変わらない。
| 家     | 5                    | 4            | 3                  | 2                      | 1            |
| ------ | -------------------- | ------------ | ------------------ | ---------------------- | ------------ |
| 色     | 象牙色               | 緑           | 赤                 | 青                     | 黄色         |
| 国籍   | スペイン人           | 日本人       | イギリス人         | ウクライナ人           | ノルウェー人 |
| 飲み物 | オレンジジュース     | コーヒー     | ミルク             | 茶                     | 水           |
| タバコ | ラッキー・ストライク | パーラメント | オールド・ゴールド | チェスター・フィールド | クール       |
| ペット | 犬                   | シマウマ     | カタツムリ         | 馬                     | 狐           |

## ほかのバージョン
ほかのバージョンのパズルはLife Internationalのものとはいくつか違う点がある。例えばほかの色、国籍、タバコのブランド、飲み物、ペットが用いられたり、手がかりの与えられる順番が異なっていたりする。これらはパズルの解法には関係ない。
いくつかのバージョンでは緑の家は象牙色の家の右ではなく左にあるとされている。これによりこれら2つの家は全てが入れ替わることになり、パズルはより簡単になる。

## 参照
1. ↑  Stangroom, Jeremy (2009). Einstein's Riddle: Riddles, Paradoxes, and Conundrums to Stretch Your Mind. Bloomsbury USA. pp. 10–11. ISBN 978-1-59691-665-4
2. ↑  M.R.C. van Dongen. “How to Solve the Zebra Problem” (PDF). 2013年11月6日閲覧。
3. ↑  “Capturing Constraint Programming Experience: A Case-Based Approach” (PDF).   Cork Constraint Computation Centre, University College, Cork, Ireland. 2009年9月5日閲覧。
4. ↑  Prosser, Patrick (1993). Hybrid Algorithms for the Constraint Satisfaction Problem. Computational Intelligence 9(3).
5. ↑  訳注: Life Internationalでは"cigarettes"ではなく"cigarets"となっている。
6. ↑  http://math.ucsd.edu/~wgarner/personal/puzzles/fish_puzzle_sol.htm
7. ↑  http://udel.edu/~os/riddle.html
8. ↑  Karttunen, Lauri. “Einstein's Puzzle”. 2014年11月1日閲覧。